# Sébastophore
Un sébastophore ou sebastophoros (en grec σεβαστοφόρος) était une position élevée à la cour byzantine et un rang réservé aux eunuques aux Xe – XIIe siècles. Ses fonctions sont peu claires.

## Histoire et fonctions
La charge est attestée pour la première fois dans le Taktikon de l'Escorial vers 975. Selon Nicolas Oikonomidès, elle fut introduite entre 963 et 975,,. Dans le Taktikon de l'Escorial, elle est incluse parmi les plus hauts titres, après le proedros et avant les magistroi. Elle était habituellement réservée aux eunuques,.
Le premier titulaire connu est Romain Lécapène, fils d'Étienne Lécapène et petit-fils de l'empereur Romain Ier Lécapène,, mais Oikonomidès suggère que le titre a pu être créé en premier pour le parakoimomenos Basile Lécapène.
Les fonctions attachées à la position sont peu claires ; le nom peut suggérer que le titulaire portait la bannière de l'empereur, ou qu'il était son messager personnel, un rôle attesté pour certains sébastophores,. Le titre perdit rapidement son prestige, dès le XIe siècle : sur des sceaux, il est combiné avec des charges relativement modestes dans la hiérarchie impériale. Il disparut complètement après le XIIe siècle,.
Dans certains textes, comme les Patria de Constantinople et la Souda, les sebastophoroi sont identifiés aux responsables des districts (regeonai) de Constantinople, qui dansaient devant l'empereur chaque 5 octobre ; cette affirmation provient cependant de Jean le Lydien (VIe siècle), qui mentionne que cette pratique existait sous l'empereur Tibère à Rome,.

## Titulaires connus
- Romain Lécapène, petit-fils de l'empereur Romain Ier Lécapène, castré dans sa jeunesse en 945, et probablement toujours en vie en 975[6].
- Étienne Pergamènos, eunuque qui informa officiellement Constantin IX de son accession au trône en 1042, et qui reçut le titre de sebastophoros en récompense. Il réprima la révolte de Georges Maniakès, mais conspira ensuite contre l'empereur et fut tonsuré[8].
- Niképhoritzès, eunuque et impopulaire ministre de Michel VII Doukas, qui porta ce titre alors qu'il était doux d'Antioche en 1059–1060[9].
- Jean Pépagomènos, membre de la maison (oikeios) d'Alexis Ier Comnène, mentionné lors du synode qui condamna Jean Italos en 1092[10].

Il existe d'autres sceaux de sebastophoroi pour les Xe – XIIe siècles, aux propriétaires inconnus.